# (6394) 1990 QM2
(6394) 1990 QM2 là một tiểu hành tinh nằm ở rìa trong của vành đai chính. Nó được phát hiện bởi Henry E. Holt ở Đài thiên văn Palomar ở Quận San Diego, California, ngày 22 tháng 8 năm 1990.